# アフリカ人墓地ナショナル・モニュメント
アフリカ人墓地ナショナル・モニュメント（アフリカじんぼちナショナルモニュメント、英: African Burial Ground National Monument）とは、ニューヨーク市ロウアー・マンハッタンのシヴィック・センター地区にあるアメリカ合衆国の国定史跡（ナショナル・モニュメント）である。
ブロードウェイ290番地はテッド・ワイス連邦ビルが主な建物で、同敷地内に史跡がある。この場所は植民地時代のアフリカ系祖先（大半が奴隷にされた者達で一部は自由黒人）のための最も大きな共同墓地で、17世紀後半から18世紀に埋葬されたアフリカ系アメリカ人の遺体が419体以上収められている。歴史家たちの推測では、1700年代に「黒人墓地(Negroes Burial Ground)」と呼ばれていたものに1万から2万人の埋葬がされていた可能性がある。現地の発掘調査は「米国で最も重要な歴史的都市考古学プロジェクト」と呼ばれた。この墓地の場所はニューヨークで最も早くから知られていたアフリカ系アメリカ人の「共同墓地」であり、ここに推定15,000人のアフリカ系アメリカ人が埋葬されたと複数の研究が示している。
この発見は植民地や連邦時代のニューヨーク市で奴隷にされていたアフリカ人の忘れられていた歴史に光を当てた。ニューヨークでは、アメリカ独立戦争までに、彼らが都市人口の約4分の1を構成しており、サウスカロライナ州チャールストンに次いで、国内2番目にアフリカ人奴隷が多い地域であった。学者とアフリカ系アメリカ人の市民活動家が参加して、その場所の重要性を公表すると共にその保存に向けた陳情活動を展開した。この場所は1993年にアメリカ合衆国国定歴史建造物に指定され、2006年にはジョージ・W・ブッシュによってナショナル・モニュメントに指定された。
2003年に米国下院はその場所の記念碑に予算を割り当て、連邦裁判所の再設計を指示してこれを実現させた。設計募集ではデザインに60以上の提案が寄せられた。ニューヨーク市およびアメリカ合衆国の歴史におけるアフリカ人やアフリカ系アメリカ人の役割を後世に伝えるこの記念碑は、2007年に除幕式が行われた。

## ニューヨーク市のアフリカ人とアフリカ系アメリカ人

### 米独立戦争以前
ニューヨーク地域の奴隷制は1626年頃に導入され、オランダ西インド会社によってポール・ダンゴラ、サイモン・コンゴ、ルイス・ギニア、ジャン・ギニア、アセント・アンゴラほか6人の男性がニューネーデルラントに到着したのがきっかけだった。彼らの名前はそれぞれの出身地（アンゴラ、コンゴ、ギニア）を示すものだった。彼らの到着の2年後、女性のアンゴラ人奴隷3人がやって来た。これら2つの集団が、後のニューヨークとなる所で200年続く奴隷制度の先駆けとなった。市内で最初の奴隷売買は1655年にパール・ストリートとウォール街で行われ、その後イースト川で開催された。オランダ人はアフリカ人を奴隷として輸入したが、オランダ人支配の時代には自由ないし「半自由」を獲得することが可能だった。1643年、ポール・ダンゴラと仲間たちはオランダ西インド会社に自分達の自由を嘆願した。彼らの要求は認められ、その結果として自分たちの家や農場を作るための土地を獲得した。17世紀半ばまでに、自由黒人の農場が130エーカー(約52ha)までになり、そこに後のワシントン・スクエア公園ができた。完全な拘束状態の奴隷であっても特定の権利が与えられ、一方的な体罰（例えば鞭打ち）の禁止といった保護措置がなされた。

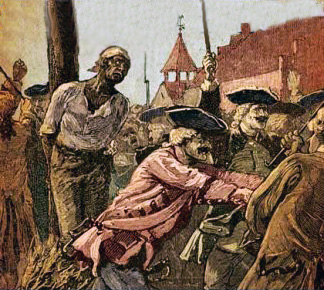
1741年の奴隷反乱後、ニューヨークで火刑に処せられる奴隷。奴隷13人が焼き殺された。

1664年にイギリス人がニューアムステルダムを引き継ぐと、彼らはその名称をニューヨークに変え、植民地における奴隷制を統率する規則を変更した。新たな奴隷制規則はオランダ人のものよりも厳しく制限的で、以前あった奴隷の権利と保護（一方的な体罰禁止等）の多くを撤廃した。1697年、トリニティ教会が市内の墓地管理権を獲得すると、教会墓地に埋葬される権利から黒人を除外する条例を可決させた。トリニティは市立墓地管理を掌握すると、都市境界内への埋葬をアフリカ人に禁止した。18世紀の大半にわたって、アフリカ人の埋葬地は市の北方境界の向こう側となり、そこは現在のマンハッタン、チェンバーズ・ストリートのすぐ向かいにあたる場所だった。
都市人口が増えるにつれて、奴隷を抱える住民の数も増加した。「1703年には、ニューヨーク世帯の42％が奴隷を所有しており、これはフィラデルフィアとボストンの合計数よりも遥かに多かった」という。大半の奴隷所有世帯には、主に家事をこなす奴隷が数人いるだけだった。1740年代までに、ニューヨーク人口の20％が奴隷で、総数は約2,500人だった。奴隷達はまた船積みや建設等に関する熟練した職人であったり、労務者としても働いていた。「アメリカ独立革命の直前、ニューヨーク市はチャールストンを除けば英国植民地のどこよりも奴隷となったアフリカ人の数が多く、ヨーロッパ人の北部入植地の中で奴隷の人口比率が最も高かった」とされ、アフリカ人はニューヨークの発展に不可欠な存在となっていた。

### 米独立戦争以降
イギリスはアメリカ独立戦争最中の1776年夏にニューヨーク市を占領し、戦争終結後の1783年11月25日（撤収の日）に出発するまで彼らは統治を続けた。反乱がおきた他のアメリカ植民地と同様、イギリスは抵抗した主人を追いやった奴隷に自由を与えたが、これは反乱蜂起したアメリカ人に経済的損害を部分的に引き起こす目的で行われた。こうした個人は『黒人の本 (Book of Negroes) 』にリスト掲載された。この解放の約束が、イギリスの（奴隷制）方針から逃げていた何千人もの奴隷をニューヨークに引き戻した。1781年、ニューヨーク議会は奴隷を兵役に割り当てた奴隷所有者に補助金を与えると共に、戦争終結での解放を奴隷に約束した。

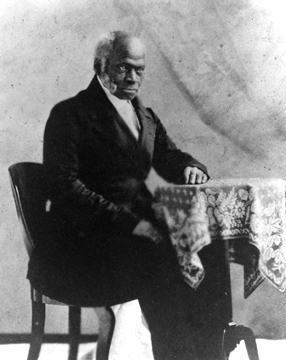
ピエール・トゥーサンは、フランスの植民地サン＝ドマング（現在のハイチ）で奴隷として生まれ、ニューヨーク市で解放された。

1780年までに、アフリカ人とアフリカ人子孫のコミュニティは英国占領下のニューヨーク市で約1万人規模に増大し、それが北米における自由黒人の中心となった。戦争終了後、パリ条約 (1783年)の財産規定に基づき、アメリカ側は英国支配下での元奴隷全員の返還を要求した。イギリス側はアメリカの要請を拒否し、ノバスコシア州、他の英国植民地、英国本土での再定住に向けて1783年に3,000人の解放奴隷を部隊と共に退避させた 。それ以外の解放奴隷は、奴隷捕獲者から逃れるべく都市部から逃げ去った。
終戦後の個人の奴隷解放のお陰で、1790年までに市内の黒人の約3分の1は自由になった。初回の国勢調査によると、都市の総人口は33,131人だった。
1799年、州議会はほぼ反対者もなく「奴隷制度の段階的廃止に関する法律」を可決した。ペンシルバニアの法律と同様、それは奴隷の段階的な解放を規定するものだった。1799年7月4日以後に奴隷の母親から生まれた子供は法的に自由であると見なされたが、社会的自由を獲得する前に、年季奉公人として（男性は28歳、女性は25歳まで）母親の主人に仕えなければならなかった。そのほか21歳になるまで、彼らは母親の主人の所有物と見なされた。1799年7月4日以前に既に拘束されていた奴隷は全員が生涯にわたって奴隷のままだったが、「年季奉公人」として再分類された。
1817年、ニューヨーク州議会は1799年7月4日以降に奴隷として生まれた子供全員に自由を認め、1827年7月4日にあらゆる奴隷制の廃止を実施した。解放の日 (Emancipation Day) として知られるこの日に、ニューヨーク州では元所有者への金銭的補償もなしに1万人以上の奴隷が解放された。黒人達はニューヨーク市でパレードしてこれを祝った。
1777年のニューヨーク憲法下では、全ての自由人は投票するために財産要件を満たさなければならず、これが黒人・白人を問わず貧しい人々の投票を排除していた。1821年の新憲法は白人男性の財産要件を撤廃したものの、黒人についてはそれを維持しており、事実上彼らの選挙権を剥奪し続けていた。これは1870年に米国憲法修正第15条が批准されるまで続いた。
ニューヨーク市における自由黒人および奴隷の初期の歴史は、19世紀半ばから末頃におけるヨーロッパからの移民の波によって影に隠れてしまったが、これが人口を劇的に拡大して民族の多様性を高めた。さらに、同市における現在のアフリカ系アメリカ人祖先の大半が20世紀前半の大移動で南からやって来た。急速に変化する都市で、アフリカ系アメリカ人の初期植民地と連邦の歴史は失われてしまった。

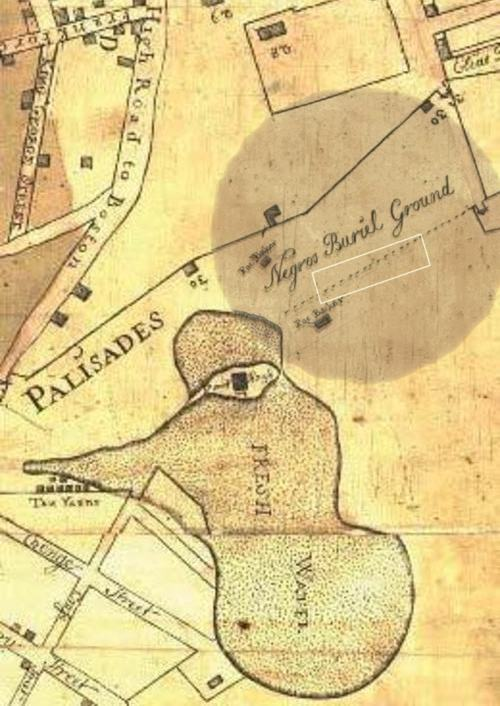
コレクト池と黒人墓地（グレーの丸部分）が示されている1754年の地図の一区画。長方形はハワード大学による考古学的発掘領域を描いたもの。 コレクト池の小島で少なくとも奴隷2人が絞首刑にされた。

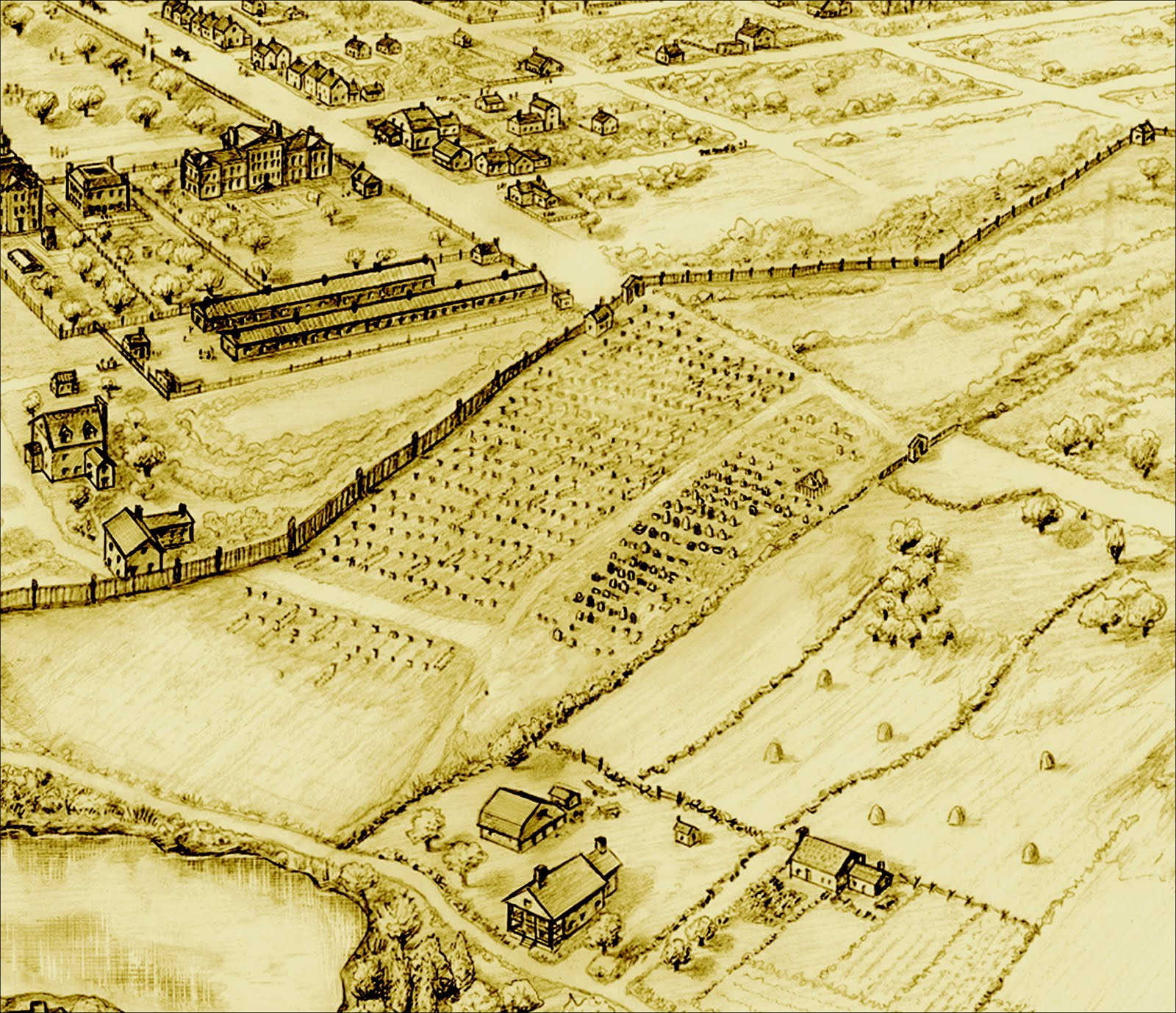
コレクト池付近にある黒人墓地、南方を見たところ（1700年代後半の地図）

## 場所の歴史

### 黒人墓地
1600年代後半にニューヨーク街の住人が使用していた墓地は、現在のトリニティ教会にある北側の霊園(north graveyard)の位置にあった。公営の埋葬地は奴隷のアフリカ人を含め誰にでも有料で開放されていた。手数料を避けるために一部の死去した奴隷の埋葬は公営埋葬地のすぐ南で行われていた。この領域の柵は、現在のブロードウェイとチェンバーズ・ストリートの角からフォーリー・スクエアまで北東に伸びていた。
1697年にトリニティが教区教会として設立された後、同教会の教区委員が既存の公営埋葬地を含めロウアーマンハッタンの土地を管理するようになった。トリニティが教会建設のためにウォール街とブロードウェイの土地を購入した1697年10月25日に、彼らは以下の決議を可決した。

本件の日付から4週間の猶予後、トリニティ教会の構内墓地に黒人は埋葬されないこととする。すなわち、現在の埋葬地の後方ではどんな人間であれ黒人であれ、上述の規制後は黒人埋葬のため大胆に地面を荒らすことができなくなり、彼らは危険を承知でこれに応酬するであろうから、この法令は速やかに公布されるものとする。

この「現在の埋葬地の後方」には町の共同墓地は含まれていなかった。同教会はこの墓地の管理を請願し、1703年4月22日にこれがニューヨーク植民地によって許可された。
このアフリカ系子孫の埋葬禁止は植民地当局に受け入れられる別の地域を見つける必要があった。今後の「黒人墓地(Negro's Burial Ground)」となるものは当時開発された町の郊外、現在のチェンバーズ・ストリートのすぐ北で昔のコレクト池西側（後のファイブ・ポインツ）に置かれた。この地域は、ニューヨーク街と域内の様々なアメリカ先住民（レナペやワッピンガーなど）との通訳を務めたサラ・ロエロフ(1624-1693)一家に 交付された土地の一部だった。
古い地図で「黒人墓地」と記載された6.6エーカーの領域は、奴隷であったり解放されたアフリカ系子孫の埋葬地として1712年頃に使用されたと最初の記録が残っている。その最初の埋葬は、旧市営墓地でのアフリカ人埋葬をトリニティが禁止した後の1690年代後半にさかのぼる可能性がある。この墓地の領域は、東、南、西方を低い丘に囲まれた浅い窪地で、コレクト池南岸に及んでいた。同墓地は市の北側境界を示す柵の外にあった。医師や医学生が解剖目的でこの墓地から違法に遺体を掘り起こしていたとの新事実が、1788年の医者暴動 (1788 doctors' riot) を引き起こした。

### 開発
1794年に市が共同墓地を閉鎖した後、この地域は開発にむけた計画がなされた。 盛土での都市開発が行われたことで、この墓地は大部分が忘れられてしまった。この土地で最初の大規模開発は、米国初の百貨店(A.T. Stewart Company Store) で、1846年にブロードウェイ280番とチェンバーズ・ストリートの角で開業した。同店舗のビル着工時に幾つかの骸骨が発掘された。
19世紀初頭に初めて発見されたこの場所はほとんど関心を持たれなかったようである。ニューヨーク・トリビューン記事によると、19世紀初頭にブロードウェイ290番で家を所有していたジェームズ・ジェンメルは我が家の地下室が掘られている時に多くの人骨が見つかったと娘に話していた。彼は無縁墓地を発見したものと思いこんでいた。1897年、ブロードウェイ290番の建物がR ・G・ダン＆カンパニービル（後のダン＆ブラッドストリート (Dun & Bradstreet) 金融部門）のために解体された時、発掘をしていた作業員が多数の人骨を発見した。アフリカ系アメリカ人13人が火刑に処され18人が絞首刑に処された1741年の事件 (New York Conspiracy of 1741) に関連していると結論づける者もいたが、この骨がオランダ起源かインディアン起源かを疑問視する者もいた。骨の多くはいわゆる「遺物ハンター」に記念品として持ち去られてしまった。

### 場所の発見と論争
1991年10月、アメリカ政府機関の米国共通役務庁(GSA)は、ブロードウェイ290番で計画されている2億7500万ドルの新たな連邦事務所ビル建設に向けた考古学発掘調査中に完全な埋葬遺体を発見（または再発見）したと発表した。この建物はテッドワイス連邦ビル（ニューヨーク出身の米国下院代議士だった故人テッド・ワイスにちなんで命名された）として後に知られるようになった。仲介業者はその場所の購入前に環境影響評価書(EIS)を実施していたが、同地域における都市開発の長い歴史のため遺体は発見されないだろうと考古学調査では予測されていた。
初めての完全な埋葬遺体の発見が公に知られるようになった後、GSAが建設費の圧力を受けて現場で発掘と共に建設作業を続行しようとしていることに、アフリカ系アメリカ人のコミュニティは大きな懸念を抱いた。彼らは、それが十分に調査されておらず発見の本質に敬意が払われていない、と考えていた。この埋葬遺体の発見は遺跡の保護および研究に向けた更なる考古学プロジェクトの立案を必要とする、と考えたのである。

#### 抗議
当初、GSAは史跡の完全な考古学的復元をすると共に、墓地上への建設事業による影響を最小限に抑える保全措置をする予定だった。その年のうちに419の遺体をこの場所から移設したが、完全に発掘するには墓地の範囲が広すぎることが明らかとなった。1992年、ある一部地点で建設工事の掘削中に幾つかの完全な埋葬遺体が破壊されてしまったと分かり、活動家達は現地でGSAの埋葬問題の対応について抗議を行った。GSAはこの場所が完全に調査されるまで建設を中止した。また、現地にある他の遺体の解明や史跡を評価するための更なる考古学発掘を実施する追加資金を拠出した。ニューヨーク市庁舎と連邦裁判所の間に位置するこの場所には象徴的価値があった。 ニューヨーク市における黒人の歴史の「不可視性」がフォーリー・スクエアという場所の重要性を部分的に説明している、として活動家達は「歴史的記録の歪みと不均衡を是正し、沈黙していた歴史に声を与える」改善手段を見つけるよう要望した。
考古学者は約12年間この場所および史跡を調査したが、建設事業の批評家達はGSAの、未発見史跡への対処計画を不要とした当初の考古学研究企画が不適切なものだ考えた。さらに、GSAは環境評価書を200以上の州や現地の機関及び利害関係者に配布していたが、ニューヨーク市内にあるアフリカ人子孫のコミュニティは調査企画推進の顧問とされておらず、アフリカ人ディアスポラを研究した経験を持つ考古学者も含まれていなかった。プロジェクトの初期段階では、国のGSA職員と関連する下院委員会が発掘と建設とを進めるよう指示していた。
プロジェクトの監視は、歴史的保全の諮問委員会 (Advisory Council on Historic Preservation) やコミュニティ活動家などの利害関係者によって増加した。コミュニティ会員、政治家、学者の連名による断続的な抗議を経て、1992年に公共事業の下院小委員会がニューヨークでGSAの予算公聴会を開催し、そこでGSAのプロジェクト対応について様々な批評家からの証言を聞くと共にGSA局員達からも聞き取りを行った。若干の変更がなされて、墓地管理が市内の考古学会社から形質人類学者マイケル・ブレイキーと彼のハワード大学（ワシントンDCにある歴史的に黒人系の大学）のチームへと移管された。これでアフリカ系アメリカ人の学生が自分達の祖先民族の史跡研究に参加することが保証された。 

#### 抗議の影響

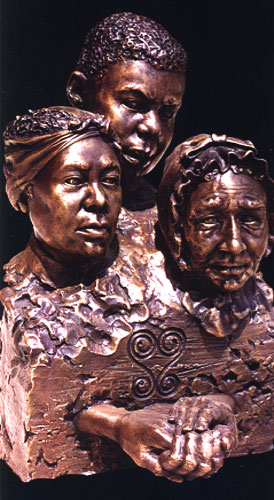
『Unearthed』(2002)-アフリカ人墓地で発掘された無傷の骸骨3体の法医学的復顔に基づく、芸術家フランク・ベンダー制作の銅像。題名の意味は『発掘されたもの』

このプロジェクトの件で米国議会に陳情活動を行ったアフリカ系アメリカ人団体による活動が大きな要因となり、1992年10月に法案が下院で可決され、ジョージ・H・W・ブッシュ大統領がその地点（史跡が発見された場所）での別棟部分建設を中止する方向でプロジェクトを見直す法律に署名、同地域の記念碑に300万ドルを割り当てた。連邦ビル建設事業はこの目的に応じて遺構の一部を保護するものへと再設計された。ビルの南側部分が記念碑に十分な空間を作るため取り止めとなった。
墓地の領域は地域史と米国史の双方にとって重要なものとなり、1992年にこの墓地がアメリカ合衆国国家歴史登録財に登録された。その重要性が考慮され、データ分析、公開展示、教育のプログラムを実施することでブロードウェイ290番のビルによる同墓地への悪影響を一部緩和する代替措置をGSAが提案した。さらに、活動家たちはこの墓地にランドマークとしての地位を求めて陳情活動を行い、10万通の署名を集めて米国内務省に送付した。1993年にこの場所がアメリカ合衆国国定歴史建造物に指定された。ニューヨークにおけるアフリカ系アメリカ人の経験と歴史を解説するこの場所への博物館の支持も高まった。
この発見と長い論争は全米メディアの注目を集め、公共の考古学プロジェクトへの関心と意識を高めた。 スミソニアン協会の考古学者テレサ・シングルトンは次のように語った。

メディア露出がこの種の調査に対するより大きな国民的支持者を醸成しました。私は数十人もの学者や一般人からの連絡を受けており、彼ら全員がアフリカ系アメリカ人の考古学に興味を抱いており、その全員がこの分野に関してあまり知らないことを不思議だと感じています。最近まで、一部の黒人学者でさえもアフリカ系アメリカ人の考古学は時間の無駄だと考えていました。それが今は変わったのです。
政府と民間の開発業者は「特に遺体が懸念される場合、その遺跡の発掘調査に子孫のコミュニティを含める」必要性を学んだ。近年までアフリカ系アメリカ人は初期ニューヨーク史の主要部分として認識されていなかったので、この墓地で判明した事が一部の奴隷制の喪失に光を当てるものとなった。報道記者のエドワード・ロススタインは「奴隷制の遺産によって残された傷跡の中で、最も大きなものの1つが欠落である。一般的に人々の記憶の基盤となる記念碑、共同墓地、建築構造物、頑丈な聖域がどこにあるというのか？」と書いている。

### 場所の調査

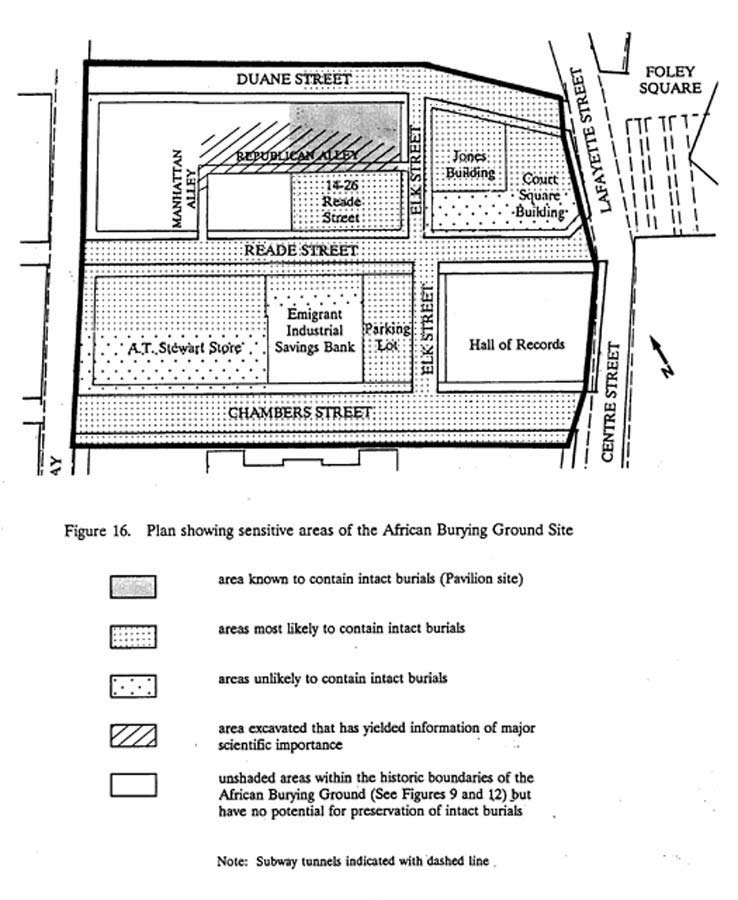
発掘されたエリアと無傷の埋葬遺体がありうる地点を示した地図

合計で、400人を超えるアフリカ系の男性、女性、子供の無傷の遺体がこの場所で発見され、彼らは木製の箱に個別で埋められていた。集団埋葬はなかった。約半数が12歳未満の子供で、当時の死亡率の高さを示すものとなっていた。歴史家および人類学者は、何十年にもわたって15,000-20,000人ものアフリカ人がロウアーマンハッタンに埋葬されたと推定している。彼らはこれが奴隷にされたアフリカ人のための植民地時代最大の墓地だと断定した。それはまた「アメリカ植民地での民族集団遺跡の恐らく最大かつ最古のコレクション」とされている。一部の埋葬遺体には、アフリカの起源や埋葬慣行に関連する物品が含まれていた。
この史跡の発掘作業と調査は「米国における最も重要な歴史的都市考古学プロジェクト」と見なされた。同史跡はニューヨークに昔からある墓地で推定数万人が埋葬されたまま だとされ、 「この都市と、さらには国家の形成と発展」におけるアフリカ人の「重要な」役割を表すものとなっている。
市民参画の結果、ハワード大学チームは史跡の調査からコミュニティが回答を望んでいた質問を以下の4つに特定した。
- 文化的背景と元々の埋葬人数
- アフリカ人からアフリカ系アメリカ人のアイデンティティになる文化的移行および生物学的移行
- アメリカ大陸における奴隷化によってもたらされた生活の質
- 奴隷化に対する抵抗の度合い

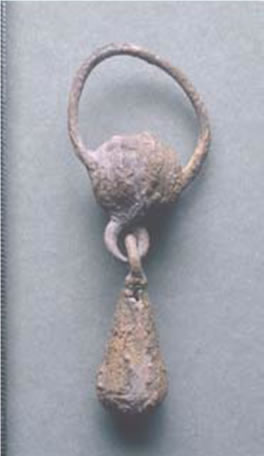
3歳半から5歳半の子供の埋葬遺体から見つかった銀製ペンダント

一部の遺体では、個人的なり文化的儀式の一環で遺品を共に埋めていた。幾つかの頭部には、アフリカの儀式的装飾である研ぎ歯 (filed teeth) が見られた。ハワード大学は法医学研究を行い、アフリカの奴隷と自由黒人の栄養、病気、一般的な生活状況の指標をこの遺体群で評価した。
ハワード大学の調査完了後、2003年10月に遺体群は「祖先返還の儀式」を含む記念式典で敷地内の塚の下に改葬された。同式典は包括的かつ国際的な枠内で、GSAとションバーグ黒人文化研究センターによって執り行われた。この情緒的な式典は、ワシントンD.C.、ボルチモア、フィラデルフィア、ニューアーク、ついにはマンハッタンを含む複数の都市に広がった。数千人が改葬および記念式典に出席した。

## 記念式典

### 建設と除幕
利害関係者と協議して、米国共通役務庁(GSA)はこの場所の記念碑に向けたデザイン選考会を実施し、60件の提案が集まった。優勝した記念碑のデザインはロドニー・レオンとニコール・ホラン=デニスによる共作で 2004年6月に採用された。この作品は2007年10月5日に完成し、除幕式が行われた。
7.6 mの花崗岩からなる記念碑のデザインは、ミドル・パッセージ（奴隷がアフリカから北米に輸送されたルート）を参照して「ディアスポラの円」に描かれた大西洋エリア地図が特徴である。それは南米の石と北米の石で建てられ、2つの世界が融合することを象徴している。
「帰還の扉(The Door of Return)」とは、西アフリカ沿岸に古くからある現地の奴隷制度との関連で設置された奴隷港に与えられた名称「帰らざる扉 (Door of No Return) 」をもじったものである。この記念碑は、アフリカ系アメリカ人民族を元々の祖先に再び繋げるよう意図されたものである。

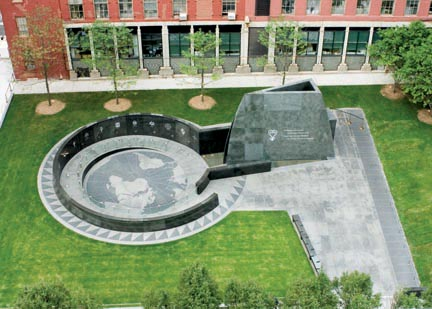
アフリカ人墓地ナショナル・モニュメントの空撮。左にあるディアスポラの円には大西洋地図が描かれ、右側の塚には改葬された遺体群が収められている。

2006年2月27日、ジョージ・W・ブッシュ大統領はこの墓地を123番目の国定史跡（ナショナル・モニュメント）に指定する宣言に署名した。アメリカ合衆国国立公園局(NPS)の管轄に390番区画として移管された。NPSは2010年に建築した案内所を運営しており、年間を通じて様々な文化展や催し物をこの場所で開催している。この記念碑は2007年に市長マイケル・ブルームバーグと詩人マヤ・アンジェロウが司会を務める式典で除幕式が行われた。除幕式の一環で、ニューヨーク市は墓地沿いにあるエルク・ストリートをアフリカ人墓地道路(African Burial Ground Way)と正式に改名した。

### 案内所
2010年2月、アフリカ人墓地ナショナル・モニュメントの案内所がブロードウェイ290番のテッドワイス連邦ビル内に開設された 。この案内所には、墓地の場所の重要性を示す常設展示「Reclaiming Our History（自国史の矯正）」がある。それは大人と子供の二重葬式を描いた等身大のタブローが特徴である。その他の展示では、ニューヨーク初期のアフリカ人の仕事生活や米国史との関連、20世紀後半のコミュニティがこの墓地の保護に成功したことを掘り下げている。この案内所には40人規模の劇場と売店がある。

## 後世への遺産
米国家歴史登録財およびナショナル・モニュメントとしてこの場所が指定されたことに加え、アフリカ人墓地の発見はニューヨークと米国におけるアフリカ系アメリカ人の初期の歴史に関する思考を変えた。この話題に関する多くの新刊が（米国では）出版されている。2005年、ニューヨーク歴史協会 (New-York Historical Society) はニューヨークの奴隷制に関する初展示を実施した。予定されていた6か月開催は、その人気から2007年まで延長された。
2010年に墓地の案内所が開設された時、エドワード・ロススタインは次のように記している。

ニューヨーク市における奴隷制の歴史について国民理解の修正が行われており、それは近年の幾冊かの本やニューヨーク歴史協会での印象的な一連の展示で明らかである。18世紀には奴隷がニューヨークの労働人口の4分の1を占めていた可能性があり、この街を植民地で奴隷を最も多く抱える中心都市の1つにしていた。